# Константин Джидров
Константин Атанасов Джидров е български художник, режисьор и кинооператор. Професор по филмова пластика и сценография.

## Биография
Константин Джидров-Джидрата е роден на 7 май 1930 година в Цариград, Турция. По произход е от големия български щипски род Джидрови. Получава средното си образование в София през 1948 г. В Художествената академия в София изучава специалностите „Илюстрация“ при проф. Кирил Цонев (1950) г. и „Театрална живопис“ при проф. Иван Пенков (1954) г.
През 1957 г. Константин Джидров е изключен от Съюза на българските художници, понеже се е изказал в защита на обвинения във „формализъм“ проф. Кирил Цонев. Възстановен е в началото на 80-те години.
За да съчетае професиите на художник-сценограф и оператор, полага изпити за кино и тв операторско майсторство в Студията за игрални филми „Бояна“ с филм по поръчка на Кьолнската телевизия – „Планински овчари“ (1964).
Оттогава Джидров работи като художник-постановчик, оператор и режисьор в СИФ „Бояна“ и СТФ „Екран“. Името му е свързано с над 110 игрални и документални филми.
През 1964 г. е ръководител на пантомимния „Експериментален театър '64“ в София и Шумен.
Работи като театрален художник в Народния театър „Иван Вазов“, Младежкия театър, Сатиричния театър (с Боян Дановски), Драматичния театър „Васил Друмев“ Шумен, в Бургаския, Русенския и Сливенския театър.
Константин Джидров се изявява също като илюстратор и книгооформител в издателствата „Народна младеж“, „Български писател“, „Народна култура“ и „Народна просвета“.
Освен това работи като художник-оформител на музеи и панаири – музея „Емилиян Станев“ във Велико Търново, музея на Вапцаров в Банско, Пловдивския панаир и др.
В екип с режисьора Въло Радев и авторски колектив създават Панорама „Българска култура 1300 години“.
Има реализирани монументални пластики на фасадата на Музея в Батак, на фасадата на кметството в Абу Даби (Обединени арабски емирства) и на Медицински център в Триполи (Либия).
Константин Джидров преподава в НАТФИЗ, Варненския свободен университет и Нов български университет. Последователно става доцент, а по-късно и професор по филмова пластика и сценография.
Член е на „Асоциация АКАДЕМИКА 21“.

## Творчески възгледи
За работата си като оператор и художник-сценограф проф. Джидров казва: „В основата на литературното, драматургично произведение – сценария, стои идеята, която се изразява в думи, а думите са тези, които „отварят“ и създават възможността на пространствено мислене. Още като се каже думата „оператор“, това вече значи пространство. А пространството е част от работата и на художника-сценограф.“
Константин Джидров не е любител на изложбите. Смята, че един художник трябва да прави изложба през 10 години, за да отделя всеки един цикъл от своя живот и от своята линия на развитие. Участията на художниците в частни галерии са, за да се препитават. Затова прави първата си самостоятелна изложба на 73-годишна възраст в защита на Аудиовизуално студио „Орфей“. Следващите години има локални изложби в частна галерия „Скарлет“ и в Музея на Земята и хората.

## Род
На България родът Джидрови е дал министъра на правосъдието в правителството на Теодор Теодоров през 1918-1919 г., социалдемократа Петър Джидров. Той е завършил право с докторат в Берлин и Цюрих. Роден е в Щип през 1876 г. и е народен представител от XVI до XXI народно събрание, както и в V ВНС. През 1926 г. е един от основателите на социалдемократическата федерация, но през 1939 г. напуска политиката и става журналист. Осъден е от т. нар. Народен съд, изтърпява 7-годишна присъда и умира на 2 януари 1952 г. Негови преки наследници са архитект Петър Джидров; алпинистът – също Петър Джидров, и професорът по керамика в Художествената академия Красимир Джидров.
Към 2010 г. Константин Джидров има девет деца, девет внуци и четири правнуци.

## Филмография
Художник на филмите
- „Тайната вечеря на Седмаците“ (1957)
- „Среднощна среща“ (1958)
- „Бедната улица“ (1960)
- „Маргарита“ (1961) – (заедно с Виолета Джидрова)
- „Тютюн“ (1962) – (с награда от Кан)
- „Смърт няма“ (1963)
- „Господин Никой“ (1969)
- „Няма нищо по-хубаво от лошото време“ (1971)
- „Кръгове на обичта“ (1972)
- „Козият рог“ (1972) (Специална награда от СБХ за сценография)
- „Вятърът на пътешествията“ (1972)
- „Дубльорът“ (1974)
- „Сладко и горчиво“ (1975)
- „Осъдени души“ (1975) (Награда на СБХ за сценография)
- „Над Сантяго вали“ (1976)
- „Реквием за една мръсница“ (1976)
- „Умирай само в краен случай“ (1978)
- „Сляпо куче“ (1980)
- „Кладенецът“ (1991)
- „Кръговрат“ (тв, 1993)
- „Суламит“ (1997)
- „Патриархат“ (тв, 2005)
- „Черна легенда“ (2005)
- „Когато Ницше плака“ (2007)[5]
- „Моето мъничко нищо“ (2007) (Специална награда на журито на XV международен филмов фестивал „Любовта е лудост“ във Варна, 2007)

Художник и оператор на филмите
- „Планински овчари“ (1964)
- „Вула“ (1965)
- „Свобода или смърт“ (1969)
- „Мандолината“ (1973) (Награда за операторска работа и за художник, Багдад 1973)
- „Завръщане от Рим“ (5-сер. тв, 1976)
- „Момчетата от „Златен лъв““ (1978)

Оператор на филмите
- „От другата страна на огледалото“ (1977)
- „Римска делва“ (1983)

Режисьор и сценарист на филмите
- „Прадеди и правнуци“ (1983)
- „Драгойчо“ (1987)

Режисьор на документалните и научнопопулярни филми
- „Утре ще решим“ (1971)
- „Ангел Кънчев“ (1972)
- „Грешката“ (1979)
- „Екскурзии от морето“ (1980)
- „1000 години българска икона“ (1981)
- „Спомени“ (1988)
- „От Банско ли си?“ (1989)
- „Поколение“ (1990)

Сценограф и сърежисьор на спектакъла
- „Два свята“ (на Нешка Робева) (2003)

Художествено оформление на спектакъла
- „Вяра“ (на Теодосий Спасов) (2008) (заедно с Мария Койчева)[6]

Художник илюстратор
- „Весела нова година“, М-во на просветата и културата, 1958
- Максим Горки, „Пепе“, разкази, Народна младеж, София, 1958
- „Болен здрав носи: Български народни приказки“, Народна младеж, София, 1959
- Франц Фюман, „Другари“, новела, Народна младеж, София, 1963
- Иля Велчев, „По-силни от смъртта“, стихове, БЗНС, София, 1974
- Иля Велчев, „Калейдоскоп на времето“, стихотворения и поеми, Народна младеж, София, 1975
- „Най-после обичта: Словашки поети“, Народна младеж, София, 1975

Актьор
- „Кмете, кмете“ (1990) – морякът
- „Гневно пътуване“ (1971)

## Награди и отличия
- 1962: Награда от филмовия фестивал в Кан за сценография („Тютюн“)
- 1972: Специална награда от СБХ за сценография („Козият рог“)
- 1973: Награда за операторска работа и за сценография, Багдад („Мандолината“)
- 1975: Награда на СБХ за сценография („Осъдени души“)
- 2007: Специална награда на журито на XV международен филмов фестивал „Любовта е лудост“ във Варна („Моето мъничко нищо“)
- 2010: Орден „Св. св. Кирил и Методий“ – огърлие, „за особено значимите му заслуги в областта на културата“[7][8]